# Kevin Munroe
Kevin Andrew Munroe (nacido el 26 de octubre de 1972) es un cineasta, director, guionista, productor, animador y artista canadiense, actualmente también ciudadano estadounidense. Su trabajo más conocido es como el de escritor y director de la película TMNT (2007), donde también tuvo una aparición cameo especial como un cliente comensal.

## Carrera
Munroe ha realizado una amplia labor en animación durante la última década, incluyendo videojuegos, series de televisión, historietas y producciones originales. Ha trabajado en el desarrollo de la escritura y el diseño de proyectos de animación para empresas como The Jim Henson Company, Stan Winston Studios, Shiny Entertainment, The Walt Disney Company, Warner Bros., Cartoon Network y Nickelodeon.
Munroe comenzó su carrera como artista de guion gráfico en la serie Hey Arnold! de Nickelodeon. También creó, guionizó y produjo el especial de Navidad internacional Donner para ABC Family y TV-Loonland. También hizo su debut como director con el videojuego Freaky Flyers. Además escribió la aclamada serie de cómics El Zombo Fantasma, que él mismo creó junto con Dave Wilkins para Dark Horse Comics, y Olympus Heights para IDW Publishing.
En marzo de 2005, Imagi International lo contrató para dirigir la película TMNT para una fecha de lanzamiento en 2007. Kevin Munroe estaba programado para dirigir la película Gatchaman, pero se retiró.
Munroe dirigió y produjo una adaptación de imagen real sobre el cómic italiano Dylan Dog, titulada Dylan Dog: Dead of Night, que se estrenó en 2011.

## Trabajos
| Año  | Filmografía               | Créditos                                                               |
| ---- | ------------------------- | ---------------------------------------------------------------------- |
| 1999 | Hey Arnold! (TV)          | Artista del guion gráfico                                              |
| 2001 | Donner (TV)               | Escritor, productor, diseñador de personajes, diseñador de producción. |
| 2003 | Freaky Flyers (VJ)        | Director, escritor, artista principal                                  |
| 2006 | The Ant Bully             | Artista conceptual                                                     |
| 2007 | TMNT                      | Director, escritor, diseñador de personajes.                           |
| 2011 | Dylan Dog: Dead of Night  | Director, coproductor                                                  |
| 2015 | Strange Magic             | Coproductor                                                            |
| 2016 | Ratchet & Clank           | Director, escritor, productor ejecutivo                                |
| 2017 | My Little Pony: The Movie | Consultor creativo, artista del guion gráfico                          |
| 2018 | Troll: The Tale of a Tail | Director, escritor, dibujante de guiones gráficos                      |
| TBA  | Sly Cooper                | Director, escritor                                                     |
| TBA  | El Zombo Fantasma         | Director, escritor                                                     |